# Archivo Histórico de las Minas de Tharsis
El Archivo Histórico de las Minas de Tharsis (AHMT) es el archivo responsable de la custodia y conservación del conjunto documental producido por las distintas empresas que operaron en la cuenca minera de Tharsis-La Zarza, en la provincia de Huelva (España). La cronología del fondo abarca un período que va desde 1855 a 1990. El archivo tiene su sede en el mismo edificio que acoge el Museo minero de Tharsis, en el municipio de Alosno.

## Historia
En 1999 cesaron la mayor parte de las actividades en las minas de Tharsis, tras un siglo y medio de actividad. Las autoridades locales y provinciales gestionaron la recuperación de los fondos documentales producidos por las distintas propietarias de las minas, como la Tharsis Sulphur and Copper Company Limited o la Compañía Española de Minas de Tharsis. Las primeras labores archivísticas se desarrollaron en el año 2000 y estuvieron encaminadas a la organización del fondo documental. También se realizaron labores de limpieza y restauración de los materiales más deteriorados. En 2002 el conjunto archivístico quedó instalado en la sede del antiguo hospital de la compañía. El fondo documental cuenta en total con 1792 legajos y 2876 libros, mientras que su cronología abarca de 1855 a 1990.